# Wayne Hale

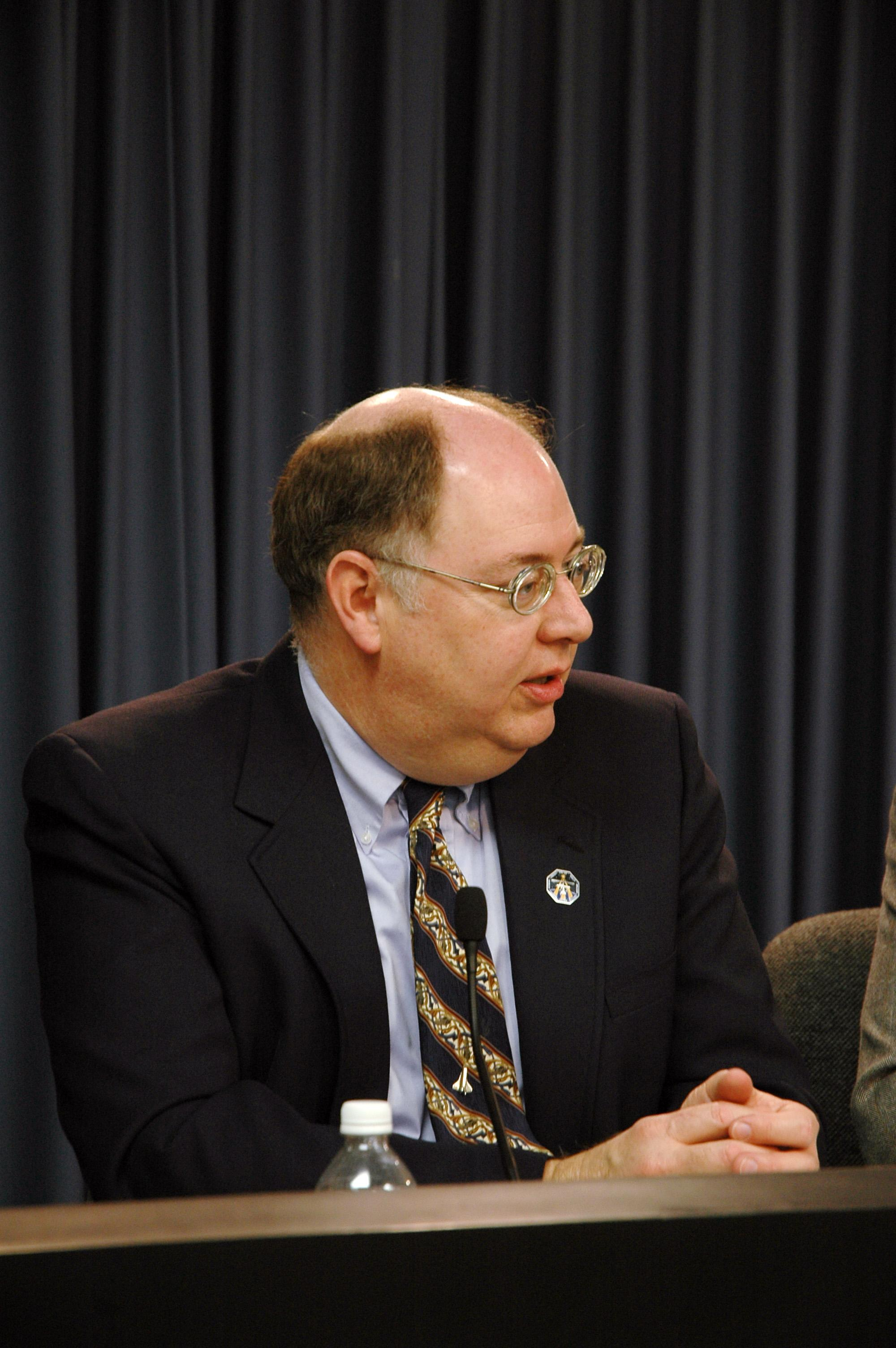
Wayne Hale (2006)

N. Wayne Hale, Jr. (* 5. Juli 1954 in Clovis, New Mexico, USA) leitete mehrere Jahre lang das Space-Shuttle-Programm.

## Werdegang
Hale studierte zunächst an der Rice University in Texas (Bachelor 1976) und anschließend an der Purdue University in Indiana Maschinenbau (Master 1978).
Nach dem Studium kam er zur NASA. Im Johnson Space Center in Houston (Texas) arbeitete er sieben Jahre als Flugkontrolleur für Antriebe im Kontrollzentrum. Ab November 1985 war er für drei Jahre der Chef der Propulsion Systems Section. Danach war er von 1988 bis zur Columbia-Katastrophe Flugdirektor bei rund 40 Shuttle-Flügen.
Zwischen Februar und Juli 2003 leitete er am Kennedy Space Center die Startvorbereitungen der Raumfähren. Danach wurde er von William W. Parsons (Leiter des Shuttle-Programms ab Mai 2003) zu seinem Stellvertreter ernannt. Von September 2005 bis Februar 2008 war Hale Nachfolger von Parsons. Ab Ende Februar 2008 war er stellvertretender Leiter für strategische Partnerschaften am Johnson Space Center. Im Rahmen seiner Tätigkeiten erhielt er von der NASA zahlreiche Auszeichnungen.
Hale verließ die NASA am 31. Juli 2010 und trat der Firma Special Aerospace Services als Leiter des Bereichs für bemannte Raumfahrt bei.

## Kritik
Hale wurde vor allem aus den eigenen Reihen für sein Verhalten während der STS-107-Mission kritisiert. Bereits kurz nach dem Start der Columbia hatten NASA-Ingenieure Hale darum gebeten, er möge veranlassen, dass US-Spionagesatelliten Aufnahmen vom linken Tragflügel des Space Shuttles anfertigen, um das Ausmaß möglicher Schäden beurteilen zu können. Dieser Bitte ist er jedoch erst fünf Tage später nachgekommen, hielt dabei zunächst aber nicht den korrekten Dienstweg ein. Auch wird ihm vorgehalten, dass er später nicht protestierte, als eine Leiterin des Shuttle-Managements es ablehnte, den Antrag an das US-Verteidigungsministerium einzureichen.
Dennoch ging Hale aus den Untersuchungen zur Aufklärung der Columbia-Katastrophe gestärkt hervor. Während die Leiterin des Management ihren Posten verlor, wurde Hale später befördert. Gleichwohl gesteht er eine Mitverantwortung ein. In einem Interview gegenüber der Nachrichtenagentur AP sagte er später: „Hätte ich mehr tun können? Ganz klar. Möchte ich die Uhr zurückdrehen und ändern, was ich und einige andere getan haben? Ganz klar. Doch diese Gedanken verfolgen mich nicht.“

## Familie
Hale ist verheiratet und hat zwei Kinder.

## Auszeichnungen
- 2002 NASA Space Flight Awareness Leadership Award
- 1999 NASA Outstanding Leadership Medal
- 1992 NASA Exceptional Service Medal
- Zahlreiche NASA Group Achievement Awards